# Dušan Veškovac
Dušan Veškovac (in serbo Душaн Beшкoвaц?; 16 marzo 1986) è un ex calciatore serbo, di ruolo difensore.